# Tomasz Kot

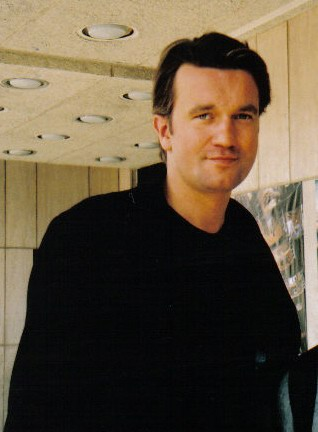
Tomasz Kot 2007

Tomasz Kot (geb. 21. April 1977 in Legnica, Polen) ist ein polnischer Theater- und Filmschauspieler.
Bekanntheit erlangte Kot durch zahlreiche Rollen in Spielfilmen und Serien. Er erhielt beim polnischen Filmfestival Gdynia den Preis als bester Darsteller im Film Bogowie, wo er die Rolle des berühmten polnischen Kardiochirurgen Zbigniew Religa spielte. Für die Rolle erhielt er außerdem 2015 den Adler (polnischer Filmpreis) in der Kategorie bester Hauptdarsteller.
Kot spielte die Rolle des Ryszard Riedel im Film Skazany na bluesa. Der Film erzählt die Geschichte des Frontsängers Ryszard Henryk Riedel (Dżem). Kot ist mit Agnieszka Olczyk verheiratet und hat eine Tochter und einen Sohn.

## Filmografie
- 2005: Skazany na bluesa
- 2007: Dlaczego nie!
- 2007: Testosteron
- 2008: Lejdis
- 2008: Drzazgi
- 2008: To nie tak jak myślisz, kotku
- 2008: Związek na odległość
- 2009: Idealny facet dla mojej dziewczyny
- 2009: Operacja Dunaj
- 2009: Lunatycy
- 2010: Ciacho
- 2010: Randka w ciemno
- 2010: Erratum
- 2010: Jak się pozbyć cellulitu
- 2010: Wojna żeńsko-męska
- 2011: Wyjazd integracyjny
- 2012: Hans Kloss – Spion zwischen den Fronten (Hans Kloss. Stawka większa niż śmierć)
- 2012: Yuma
- 2013: W ukryciu
- 2014: Bogowie
- 2014: Fotograf
- 2015: Disco Polo
- 2015: Żyć nie umierać
- 2017: Die Spur (Pokot)
- 2018: Cold War – Der Breitengrad der Liebe (Zimna wojna)
- 2020: Kosmetik des Bösen (A Perfect Enemy)
- 2021: Ungesühnte Schläge (Żeby nie było śladów)
- 2023: Joika – Ein Leben für den Tanz (Joika)
- 2024: Die Akademie des Meisters Klex (Akademia pana Kleksa)

## Auszeichnungen
Tomasz Kot erhielt folgende Auszeichnungen:
- 2015: „Bogowie“, Września (polnischer Festival für Filmkunst „Prowincjonalia“) „Jańcio Wodnik“ als bester männlicher Schauspieler
- 2015: „Bogowie“, Adler (polnischer Filmpreis) in der Kategorie beste männliche Darstellung
- 2015: „Bogowie“, „Nowy Jork“ (The New York Polish Film Festival) Preis namens Elżbieta Czyżewska für den besten Schauspieler
- 2014: „Bogowie“, Gdynia (bis 1986 Danzig) (Festival polnischer Fabelfilme; seit dem Jahr 2012 Gdynia Film Festival) Star Elle
- 2014: „Bogowie“, Gdynia (bis 1986 Danzig) (Festival polnischer Fabelfilme; seit dem Jahr 2012 Gdynia Film Festival) Preis für den besten männlichen Schauspieler
- 2008: „Skazany na bluesa“, Koszalin/Köslin (Koszaliński Festiwal Debiutów Filmowych „Młodzi i Film“) „Super Jantar“ für das beste männliche Debüt des letzten Jahrzehntes
- 2006: „Skazany na bluesa“, Adler (polnischer Filmpreis) nominiert in der Kategorie beste männliche Hauptrolle; für das Jahr 2005
- 2006: „Skazany na bluesa“, Preis namens Zbyszek Cybulski - Publikumspreis
- 2005: „Skazany na bluesa“, Gdynia (bis 1986 Danzig) (Festival polnischer Fabelfilme; seit dem Jahr 2012 Gdynia Film Festival) Preis des Präsidenten von Gdynia für Schauspieldebüt